# Space Patrol
Space Patrol est une série télévisée britannique en 39 épisodes de 25 minutes, créée par Roberta Leigh et diffusée entre le 7 avril 1963 et le 30 décembre 1963 sur ATV.
Cette série est inédite dans les pays francophones. Elle est réalisée à base de marionnettes, à l'image des séries en Supermarionation de Gerry Anderson.

## Synopsis
En l'an 2100, la planète Terre a formé une alliance avec Mars et Vénus qui se prénomme désormais l'UGO (United Galactic Organization). La patrouille surnommée Space Patrol est l'antenne militaire de l'UGO. Il s'agit d'une force interplanétaire commandée par le Capitaine Larry Dart. Son équipage est composé de Slim qui vient de Vénus et de Husky de la planète Mars. Le trio voyage à travers la galaxie dans deux vaisseaux : le Galasphere 347 et le Galasphere 024. Ils ont aussi un appui logistique et scientifique sur Terre par le professeur Aloysius O'Brien O'Rourke Haggarty surnommé Pop par sa fille Cassiopeia. Les ordres de Dart sont données par le colonel Raeburn, assisté de sa secrétaire vénusienne Marla, tous deux basés sur Terre.

## Distribution (voix originales)
- Murray Kash : Colonel Raeburn
- Ronnie Stevens : Husky / Slim / Professeur Haggarty
- Dick Vosburgh : Capitaine Larry Dart
- Libby Morris : Marla / Cassiopeia

## Liste des épisodes
1. The Swamps of Jupiter
2. The Wandering Asteroid
3. The Dark Planet
4. The Slaves of Neptune
5. The Shrinking Spaceman
6. The Forgers
7. The Robot Revolution
8. The Rings of Saturn
9. Husky becomes Invisible
10. The Buried Spacecraft
11. Mystery on the Moon
12. The Glowing Eggs of Titan
13. The Walking Lake of Jupiter
14. Time Stands Still
15. Message from a Star
16. The Fires of Mercury
17. The Invisible Invasion
18. The New Planet
19. The Human Fish
20. The Planet of Light
21. The Talking Bell
22. The Miracle Tree of Saturn
23. The Cloud of Death
24. The Planet of Thought
25. Explosion on the Sun
26. Volcanoes of Venus
27. The Unknown Asteroid
28. The Evil Eyes of Venus
29. Secret Formula
30. The Telepathic Robot
31. Deadly Whirlwind
32. The Jitter Waves
33. Sands of Death
34. The Hairy Men of Mars
35. The Grass of Saturn
36. Forcefield X
37. The Water Bomb
38. Destruction by Sound
39. The Shrinking Gas of Jupiter

## DVD
- Royaume-Uni :

La série est sortie dans son intégralité en Grande-Bretagne.
- Roberta Leigh's Space Patrol The Complete Series (Coffret 6 DVD) (39 épisodes) sorti le 8 septembre 2003 chez Network. Le ratio image est en 1.33:1 plein écran 4:3 en version anglaise sans sous-titres. En suppléments : un épisode de Sara and Hoppity, une interview de Roberta Leigh, des photos d'époque, un épisode The Adventures of Twizzle, une interview d'Arthur Provis, une interview de Dick Vosburgh, Mr. Hero épisode pilote, une interview de Joseph Michael Straczynski, spots promotionnels, Paul Starr épisode pilote inédit, une interview d'Andy Partridge, épisode Bend for Dithers, épisode Wonder Boy and Tiger et The Solarnauts épisode pilote inédit. Il s'agit d'une édition Zone 2 Pal. (ASIN B00006JI2I)